# Kamienica przy ulicy Długiej 64 w Krakowie
Kamienica przy ulicy Długiej 64 – zabytkowa kamienica, znajdująca się w Krakowie w dzielnicy I przy ulicy Długiej 64 na rogu z ulicą Szlak 25, na Kleparzu.
Kamienica została wzniesiona w latach 1889–1890. Do wybudowania kamienicy wykorzystano projekt sporządzony przez Józefa Kryłowskiego.
14 listopada 1988 kamienica została wpisana do rejestru zabytków. Znajduje się także w gminnej ewidencji zabytków.